# ممرض
الممرض هو الشخص المسؤول عن الرعاية التمريضة في مختلف مراحل تواجد المرضى، والحائز على شهادة التمريض بعد دراسة لا تقل عن اربع سنوات في كلية التمريض واصبح مؤهلا ومجازاً لممارسة مهنة التمريض بالإضافة إلى قدرته على العمل كعضو في فريق طبي.

## تاريخ التمريض
التمريض قديم جدا فهو أقدم من الطب نفسه وقد بدأ التمريض في فجر التاريخ كخدمة اجتماعية نشأت من الحس الغريزي الطبيعي بحماية الأسرة ورعايتها، فرعاية الأم لوليدها في الصحة والمرض هي نوع من التمريض ومساعدة المرأة للمرأة في الولادة وجد قبل أن يعرف الطب.
عندما يبحث الإنسان في تاريخ التمريض فإنه يجد أن المهارات التمريضية قديمة جدا، إن المهارات التمريضية عرفت منذ أن عرفت البشرية وقد اعتبرت الأم الممرضة الأولى التي عرفتها البشرية فقد كانت تقوم بالعناية بالوليد منذ ولادته، كما اعتنت بالمرضى والجرحى وكبار السن في الأسرة.
بالرغم من أن الأهداف النبيلة للتمريض استمرت على مدى التاريخ إلا أن ممارسة التمريض تغيرت تأثرا بعوامل المجتمعات المختلفة والتطور الطبي حتى نشأ التمريض كمهنة ولها أصولها ودرجاتها العلمية ولاغنى عنها لآي مجتمع ولا يمكن ممارسة الطب بدونها في آي وقت.
ولم تكن المجتمعات القديمة تحترم حياة البشر كما تحترمها المجتمعات الحديثة وكذلك التمريض وكل المهن المتعلقة بحياة الإنسان لم تكن تحظى بالاحترام الواجب فاحترام التمريض كمهنة هو جزء من احترام الحياة البشرية.

### التمريض قبل ظهور المسيحية
مارست المرأة جميع المهارات التمريضية كما قامت بأعمال الخدمة والنظافة وكانت تعتنى بالمرضى والمحتاجين وكبار السن ومارست فن التوليد وقد سميت في ذلك الوقت بالراهبة حيث أنها كانت تساعد القساوسة ورجال الدين اليهودي في عنايتهم بالمرضى وكانوا يتخذون من المعابد مكانا لإيواء المرضى والعناية بهم كما كانت المعابد تتخذ مركزا رئيسيا للعلم والمعرفة فكان يتعلم فيها الأفراد فنون الطب والتمريض.
في ذلك الوقت الحضارات المختلفة ومن أمثلة ذلك:
مصر:
أقدم حضارة إنسانية عرفت الطب والجراحة والتمريض وهي أول حضارة عرفت الكتابة ونقشت على الحجر في المعابد أول جراحة في المخ في التاريخ وهي عملية تربنه.
الصين (2800 ق.م):
تدل المخطوطات أن الممارسات التمريضية كانت بجانب الممارسات الطبية وقد تفوقوا في ذلك ودونوا الكتب الطبية التي تصف الأعضاء الداخلية والشرايين ووصفوا أنواعا من الحميات والأمراض ومارسوا العلاج بوخز الإبر.
الهند (600 ق.م):
لقد أبرزوا دور الممرضة في كتبهم وقالوا انه من المهم على الممرضة أن يكون لديها معلومات عن العقاقير واستخداماتها وأن تكون نشيطة وماهرة ومخلصة في عملها مع المرض ظاهرة الجسم والعقل.
اليونان (460 ق.م):
أرجع اليونان القدماء إلى «أبوللو» أن يكون إله الصحة والطب وفي حوالى 450 ق.م سمى اليونانيون «هيبوقراط Hippocrates» أبو الطب ويعتبر عصرة من أعظم العصور في الطب اليوناني وهو الذي أرجع حدوث الأمراض لأسباب معينة وليس السحر ووضع قوانين لمهنة الطب كما وضع قواعد صحية بنى عليها طبيعي أساس الطب الحديث ويمكن تلخيص فلسفته في أن المرض عارض طبيعي وما الظواهر المرضية إلا رد فعل من جانب الجسم وأن أهم ما يقدمه الطبيب للمريض هو رفع القوى الدفاعية في الجسم.
ومن أهم أعمال هيبوقراط العهد الذي يقطعه الأطباء على أنفسهم عند تسلم مقاليد المهنة ولكن التاريخ لم يذكر شيئا عن التمريض في ذلك الوقت حيث انه لا يمكن أن توجد حضارة وفنون طبية بدون فنون وممارسات تمريضية.

### التمريض في عصر المسيحي
إن الممارسات التمريضية والخدمات الصحية نظمت في العصر المسيحي حيث أن جميع هذه الخدمات كانت تقدم بدون مقابل للمرضى والمصابين بأمراض مستعصية والمعاقين وكبار السن والأطفال وكان الاعتقاد السائد أن خدمة المحتاج تقرب إلى الله حيث انه من واجب القوى مساعدة الضعيف وكان من أهم الأعمال في العصر المسيحى هو بناء بيوت تستخدم كمستشفيات للمرضى خاصة الفقراء منهم.
الديكونس:
تعتبر «الديكونس»(وهو الاسم الذي أطلق علي الممرضات في هذا العصر) من أوائل النساء اللاتي عملن بالتمريض وقد نظمت الكنائس هذه الخدمات كما قاموا بالتمريض عن طريق الزيارات الصحية وهن أول من أوجدوا تمريض الصحة العامة وكان من مسئوليات الديكونس تقديم خدمات تمريضية للمرضى في بيوتهم وقد أوجدت الكنيسة ميزانية مالية خاصة لهذه الخدمات وقد كانت الديكونس من النساء ذوات السمعة الحسنة ومن الأغنياء كما كن ينتمين إلى أسر ذات نفوذا وقوة وكن إما أرامل أولم يسبق لهن الزواج وكانت من خدماتهن توجه للمرضى والفقراء والمحتاجين وكان حب الله قبل حب إنسان هو الوازع والدافع للتصدق والعطف على المحتجين.
الأخوات الصالحات أو الراهبات:
ومن أهم أنواع التمريض الديني نظام «الأخوات الصالحات أو الراهبات» الذي وجد في فرنسا في القرن السابع عشر الميلادي ومن أشهر هذه الفئة من الراهبات اللاتي عملن في كاتدرائية نوتردام سنة 1443م باسم القديس مان أغسطس وكن يقمن بالخدمة والتنظيف بجانب الخدمات التمريضية وكن يمارسن العبادات الدينية ويشرفن عليهن القساوسة.

### التمريض في عصر الإسلام
كان الطب من العلوم التي اهتم بها العرب وقد كان من استخدم التخدير كوسيلة لتخفيف آلم المريض، كانوا أول من استخدم الكاويات في الجراحة، ويذكر التاريخ أن الأطباء العرب أول من كتب في الجذام وخصصوا له أماكن بالمستشفيات منذ القرن السابع الميلادي.
وكانت المرأة العربية في الإسلام لها فضل كبير في ميدان الإسعاف والتمريض، فقد تطوعت بعض الصحابيات المؤمنات في غزوات بقصد خدمة المجاهدين والعناية بمرضاهم ومداواة جرحاهم رغبه في ثواب الجهاد عند الله بجانب واجبهن الأصلي كربات بيوت يقمن بتربية أطفالهن ورعاية أزواجهن، وكن يصاحبن المجاهدين ويحملن أوانى المياه وما يحتاج إليه الجريح من أربطة وجبائر وغير ذلك من أدوات الإسعاف المعروفة وقتئذ ليسعفن الجرحى ويضمن جروحهم، أثناء المعارك وبعهدها وفي العصور المزدهرة للحضارة الإسلامية نقلت من الحضارات المصرية القديمة واليونانية والهندية علوم كثيرة منها الطب وتعلمت المرأة العربية الكثير من أصول هذه العلوم ومارست الخدمات الطبية على أسس علمية سليمة.
وكان النظام المتبع قبل اشتراك النساء في الحروب كمتطوعات للتمريض أن يأذن لهن الرسول، وكان يقود كل مجموعة من المتطوعات إحدى أمهات المؤمنيين. من هذا نجد أن الجهاز التنظيمي للخدمة الطبية كان يقوم على أسس إدارية سليمة تشابه النظام المتبع وقتنا هذا..
وكانت الممارسة الفعلية لأعمال الطبيب والتمريض تؤدى على أسس علمية سليمة فقد روى عن الرسول حين أصيب سعد بن معاذ بسهم في ذراعه أدى إلى نزيف أن قام الرسول بكى مكان النزيف بنصل سهم محمى على النار. روى أن رقية الأنصارية حينما جرح سعد بن معاذ نتيجة انغراس سهم في صدره أقرت ألا تسحب السهم المستقر في صدره حتى لا يستمر النزيف بل تركته ليكون سدا يمنع المزيد من النزيف وكانت تستعمل بعض المواد الكيماوية في إيقاف النزيف.

### فلورنس نايتنجيل
فلورنس نايتينجيل كانت رائدة التمريض الحديث تعرف باسم سيدة المصباح أو السيدة حاملة المصباح. فهي تعتبر من أسس التمريض الحديث، كما كانت أول من طبقت المنهج العلمي من خلال استخدام الإحصائيات.
ولدت فلورنس نايتنجيل في بلدة فلورنسا بإيطاليا عام 1820 م وكانت من عائلة غنية تؤمن بتعليم المرأة وتعتبر فلورنس نايتنجيل أول من وضع قواعد للتمريض الحديث ففى عام 1851 تعلمت التمريض في مدرسة الكايزروارت وهي أول من وضعت أسس لتعليم التمريض وكانت تؤمن بأهمية وضرورة وضع برامج لتعليم التمريض وبرامج لتدريس آداب المهنة وأن تكون هذه البرامج في أيدي نساء مدربات وعلى أخلاق عالية يتحلين بالصفات الحميدة كما أنها أول من وضعت مستويات للخدمات التمريضية والخدمات الإدارية في المستشفيات وقد وصفت فلورنس نايتنجيل الممرضة في مذكراتها بالصفات التالية:
- إن الممرضة يجب أن تبتعد عن الأقاويل والإشاعات؛
- ولا يجب أن تتحدث عن مرضاها أو أسرارهم؛
- كما يجب أن تكون أمينة على مرضاها؛
- ولا تتأخر على المرضى عند تنفيذ طلباتهم؛
- ويجب أن تكون دقيقة الملاحظة رقيقة المعاملة حساسة لشعور الغير.

وقد اهتمت فلورنس بالنظافة وقواعد التطهير، وكما اهتمت بتمريض الصحة العامة في المجتمع وقد تطوعت فلورانس نايتنجيل في حرب عام 1854 م وقامت بتمريض الجنود في الجيش، ونتيجة لمجهوداتها في الحرب تبرع لها الشعب الإنجليزي بالنقود لتنشئ مدرسة لتعليم الممرضات في مستشفى سان توماس St.Thomas’s Hospital بإنجلترا وكانت فلورانس تنتقى طالباتها بدقة، ومنذ إنشاء مدرسة فلورانس نايتنجيل اعتبر التمريض مهنة يجب التدريب عليها ووضع خطة تعليمية لها.

### أول ممرضة في عهد الإسلام رفيدة الأسلمية
رُفيدة في خيمة الخير: ظهرت خيمة رفيدة بَدْءًا من يوم أُحُد، عندما كانت تستضيف الجرحى، تضمِّد جراحاتهم، وتُسعفهم، وتسهر على راحتهم، وتواسيهم وكانت رضي الله عنها تخرج في الغزوات، وتنقل معها خيمتها بكل متطلباتها وأدواتها واحتياجاتها فوق ظهور الجِمال، ثم تُقيمها بإزاء معسكر المسلمين، تشاركها العمل الصحابيات رضوان الله عليهن؛ لذا تعتبر خيمة رفيدة الأسلمية على الرغم من بدائيتها أول مستشفى ميداني.
مستشفى رُفيدة كما تواتر أنه أقيم لها خيمة خاصة وبارزة في مسجد النبي صلى الله عليه وسلم كمستشفى لعلاج المرضى والمصابين بجروح، ودبرت فريقًا من الممرضات حيث قسمتهن إلى مجموعات لرعاية المرضى ليلاً ونهارًا. لم يكن عمل رفيدة مقتصرًا على الغزوات فقط، بل عَمِلت أيضًا في وقت السِّلم تُعاون وتُواسي كل محتاج؛ وكانت أول سيدة تعمل في نظام أشبه ما يكون بنظام المستشفيات في وقتنا.
أما كونها أول ممرضة في الإسلام فليس في ذلك خلاف، فقد ذاع صيتها بين معاصريها في فن الجراحة، لهذا السبب اختارها الرسول صلى الله عليه وسلم لعلاج سعد بن معاذ رضي الله عنه.

## وصلات خارجية
- المجلس العالمي للممرضين (بالإنجليزية)
- جامعة ميلانو، شوربة التمريض (بالإنجليزية)